# Imane Fadil
Imane Fadil, född 1985, död 1 mars 2019, var en marockansk fotomodell.
Fadil blev känd 2011 som ett av huvudvittnena i rättsprocessen mot Italiens tidigare premiärminister Silvio Berlusconi, där han dömdes för att ha köpt sex av en minderårig prostituerad, men domen upphävdes senare. Hon var vid sin död i färd med att skriva en bok om skandalerna runt Berlusconis fester och sina erfarenheter av rättegången kring dem. Hon var en återkommande gäst på Berlusconis så kallade bunga bunga-fester. Dessutom var Fadil också ett nyckelvittne i kommande rättegångar mot Berlusconi, när han nu utreds för att ha mutat vittnen till sin favör. 
Fadil avled den 1 mars 2019 på ett sjukhus i Milano. Hon hade blivit intagen den 29 januari, på grund av magkrämpor. Obduktionen visade att hon hade flera radioaktiva ämnen i kroppen. Fadils död utreds nu som mord av åklagare i Milano.